# Emma Feldman
Emma Feldman, född 23 oktober 1977, är en svensk moderat politiker. 
Emma Feldman var kommunstyrelsens ordförande i Järfälla kommun 2018–2022. Hon var dessförinnan oppositionsråd under mandatperioden 2014–2018 och återigen från 2022. Feldman har varit aktiv i kommunpolitiken sedan valet 2006 och har sedan dess haft flera politiska uppdrag som i bland annat tekniska nämnden och kompetensnämnden.

## Utbildning och yrkeskarriär
Emma Feldman studerade på Kungsholmens Gymnasium och läste sedan juristprogrammet på Stockholms universitet åren 1997–2003. Därefter arbetade hon som jurist på en juristbyrå till år 2012, då hon blev kommunalråd och började arbeta med politik på heltid. Förutom att vara kommunstyrelsens ordförande sitter hon även som styrelseordförande i Järfälla Näringsliv AB samt Barkarby Science AB.

## Politik
Emma Feldman driver trygghetsfrågan i Järfälla. I kommunens budget för 2022 prioriteras fler ordningsvakter, mer kameraövervakning och mobila väktare.